# Berzerk
Lançado em 1982 pela Atari, Berzerk foi um jogo de ação e tiro muito popular, oriundo do fliperama. Nele, o jogador tem por objetivo atirar e destruir robôs que estão espalhados em diversas galerias compostas de paredes eletrificadas.
No Brasil, se tornou um dos títulos mais famosos, devido aos seu colorido futurista, aos sons diferenciados e à sua interessante jogabilidade.